# شادي غديريان
شادي غديريان (بالفارسية: شادی قدیریان؛ بالإنجليزية: Shadi Ghadirian) (مواليد 1974) هي مصورة فوتوغرافية معاصرة تعيش وتعمل في طهران. تتابع من خلال أعمالها وتعقب بشكل خاص على الاندماج والنفور بين التقاليد والحداثة لدى النساء في إيران، بالإضافة إلى التناقضات الأخرى الموجودة في الحياة اليومية. حصلت غاديريان على الاعتراف الدولي بأعمالها من خلال سلسلة «قاجار» (1998) و«مثل كل يوم» (2001) على التوالي، تعرض أعمالها في صالة العرض Aeroplastics Gallery في بروكسل، كاشيا هيلديبراند في لندن، في غاليري ساتشي في نيويورك، وأيضًا في موقع وRetitle.com يجمع بيانات الفنانين المعاصرين الصاعدين.

## السيرة
بعد تخرجها من المدرسة الثانوية عام 1988، درست غاردينان الفن والتصوير الفوتوغرافي في جامعة آزاد الخاصة في طهران، وحصلت على شهادة البكالوريوس من قسم التصوير في العام 2000.
تزوجت من المصور والمؤلف الإيراني بيمان هوشماندزاده الذي درس التصوير أيضًا في جامعه آزاد.
بالإضافة إلى التركيز على مشاريعها الفردية، تعمل غاديريان حاليًّا في متحف التصوير الفوتوغرافي في طهران.

## وصلات خارجية
- موقع الفنانة شادي غديريان نسخة محفوظة 3 يناير 2014 على موقع واي باك مشين.
- أعمال من سلسلة "مثل كل يوم" معروضة في غاليري ساتشي، نيويورك